# Marcelle Machluf
Marcelle Machluf (en hebreo: מרסל מחלוף‎) (Marruecos, 24 de mayo de 1963) es una bióloga israelí.

## Biografía
Machluf nació en Marruecos e hizo la aliá a Israel con su madre y abuela cuándo tenía un año de edad. Creció en la ciudad de Ashdod. Su madre mantenía la familia como costurera y empleada de limpieza.

## Carrera
Después de completar bachillerato y su servicio militar, Machluf solicitó ingreso en la Facultad de Medicna, pero no fue aceptada. Entonces, decidió estudiar Biología y recibió un B.sc. en biología de la Universidad Hebrea de Jerusalén. Luego, recibió su Maestría y posteriormente su un Ph.D. en ingeniería de biotecnología de la Universidad Ben-Gurion del Negev. Condujo su trabajo posdoctoral como research fellow en la Escuela Médica de Harvard, en el cual se enfocó en la terapia génica, ingeniería de tejidos y el control de entrega de fármacos en terapia de cáncer.
Actualmente, Machluf es conferencista sénior en la Facultad de Biotecnología e Ingeniería Alimentaria del Technion en Israel, así como directora del Laboratorio para Control de Entrega de Fármacos contra el Cáncer y Tecnologías Celulares, donde el nanoghost, una célula madre modificada para tratar melanoma y mesotelioma, ha sido desarrollado conjuntamente con el Centro Médico Langone de la Universidad de Nueva York.
Sus intereses en investigación abarcan en especial al desarrollo de nano-partículas para la entrega de fármacos contra tumores cerebrales y en otros órganos; el desarrollo de nano-sistemas de entrega para vacunación de ADN e ingeniería de tejidos de corazón y sus vasos sanguíneos utilizando tejido de corazones de cerdo, bajo los auspicios del Instituto de Nanotecnología Russel Berrie del Technion (RBNI).

## Premios y reconocimientos
- Premio Alon a la excelencia en ciencias, 2004
- Premio Gutwirth por avances en el campo de terapia génica, 2006
- Premio Hershel Rich de Innovación, 2010
- Premio de Investigación Juludan por de investigación innovadora, 2014

## Vida personal
Machluf está casada con Yigal y tiene tres niños.